# Kabinetsformatie Nederland 1963

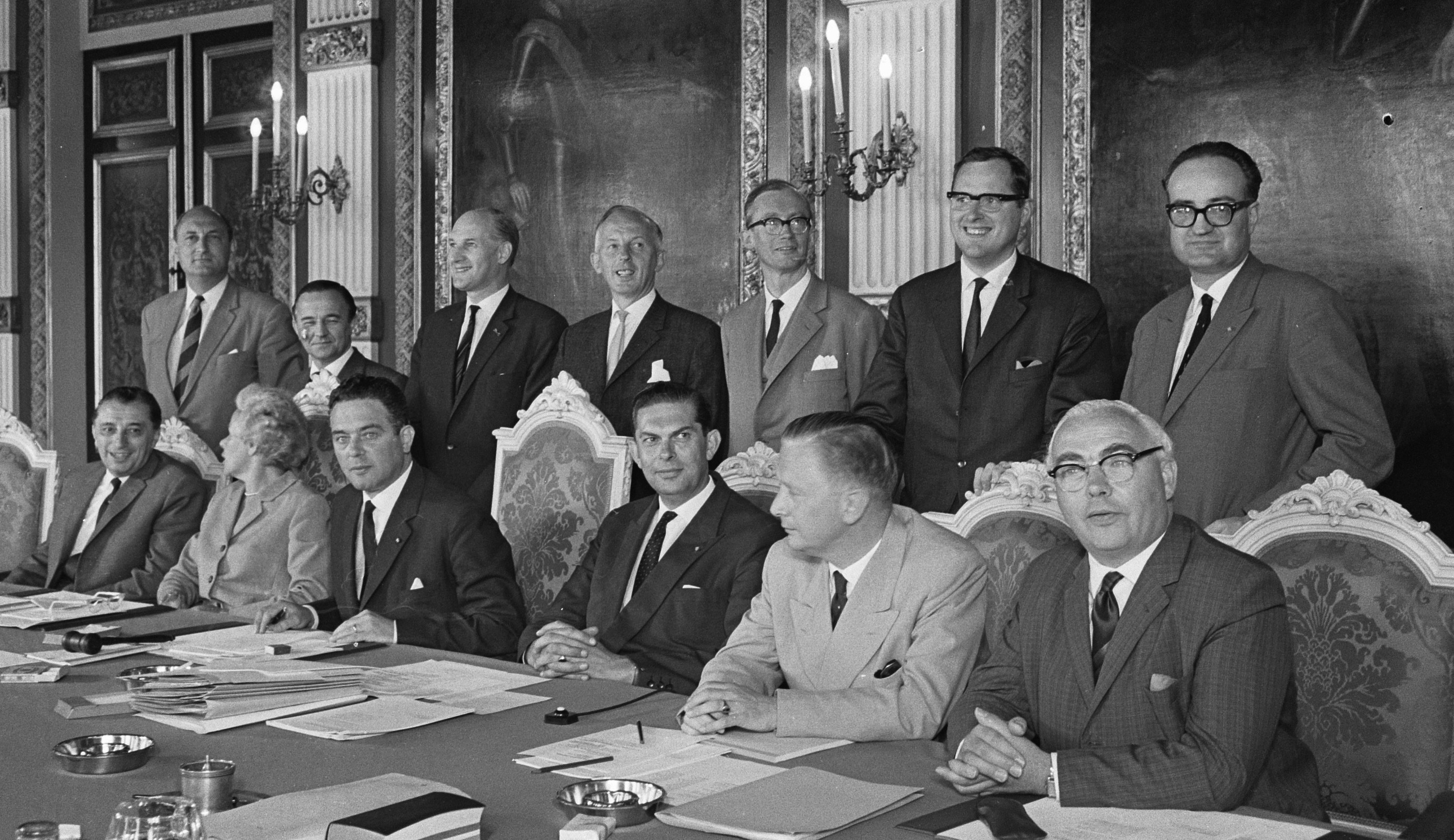
De ministers van het kabinet-Marijnen

De Nederlandse kabinetsformatie van 1963 volgde op de Tweede Kamerverkiezingen van 15 mei dat jaar en leidde, na 65 dagen, tot het aantreden van het kabinet-Marijnen.

## Achtergrond
De verkiezingen volgden op het einde van de reguliere regeerperiode van het kabinet-De Quay. De komst, met drie zetels, van de Boerenpartij, het verlies van de PvdA (van 48 naar 43 zetels) en het feit dat de KVP een derde van alle zetels behaalde, waren de belangrijkste ontwikkelingen bij deze verkiezingen. De zittende regeringscombinatie KVP, VVD, ARP en CHU verloor per saldo twee zetels (ARP en VVD verloren respectievelijk één en drie zetels en de KVP en CHU wonnen één zetel), maar behield ruimschoots haar meerderheid. Nieuw in de Kamer was het GPV met één zetel. De PSP won twee zetels en de CPN won er een.

## Informateur Romme

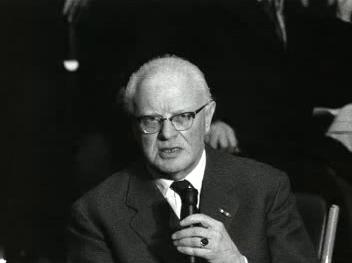
Carl Romme

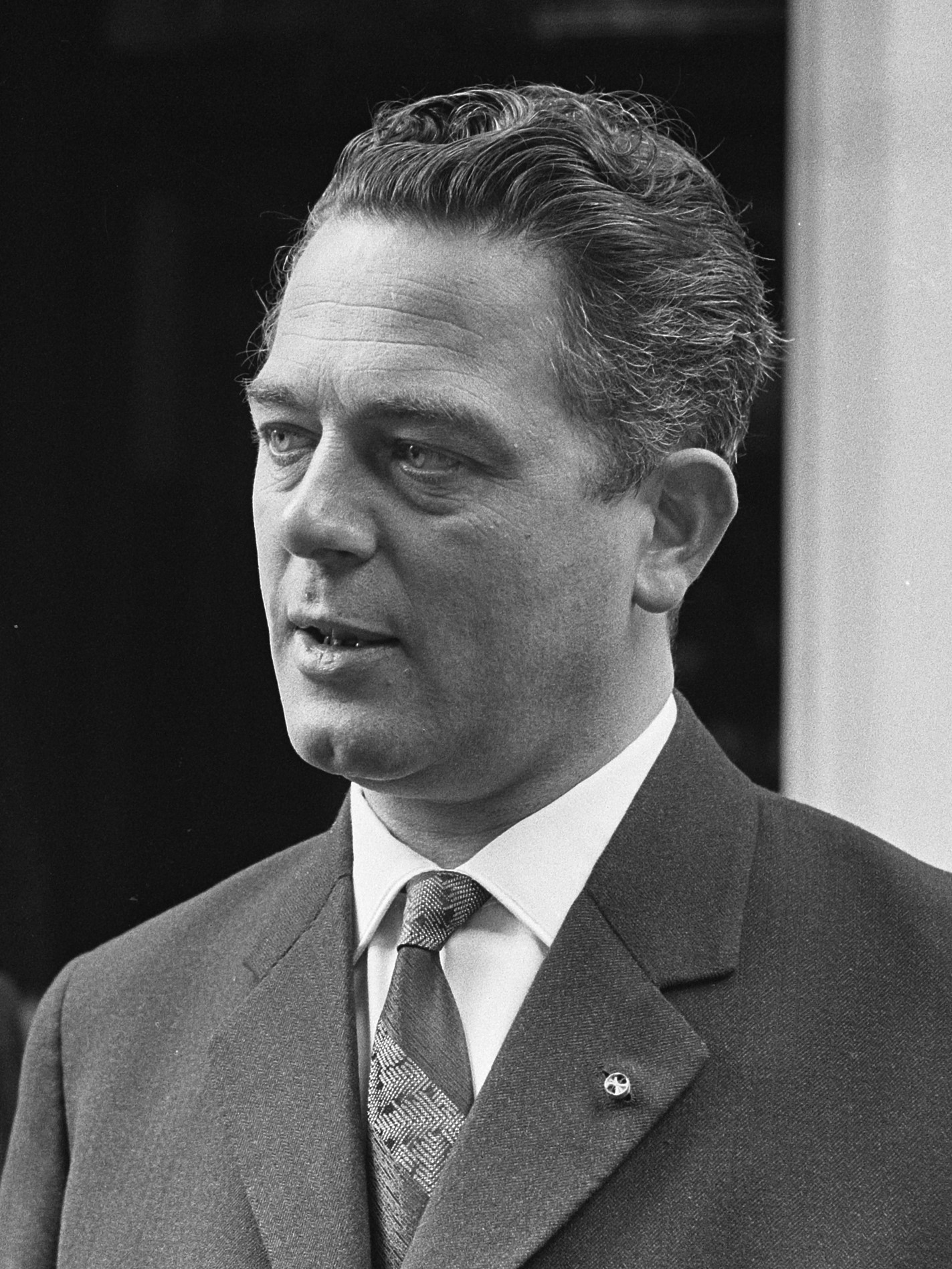
Victor Marijnen

Met vijftig zetels was de KVP veruit de grootste partij. Aangezien PvdA en VVD elkaar als regeringspartners uitsloten, betekende dit de facto dat de KVP kon kiezen of men over rechts of over links wilde regeren. Een deel van de KVP voelde wel wat voor samenwerking met de PvdA, een ander deel zag liever het beleid van het kabinet van KVP‘er Jan de Quay gecontinueerd. Voor de KVP kwam het op zich strategisch goed uit om de keuze voor links of rechts zo lang mogelijk boven de markt te laten hangen. De door koningin Juliana benoemde informateur, staatsraad en voormalig KVP-voorman Carl Romme, begon zijn werk met het opstellen van zogenoemde bouwstenen. De gedachte was dat er op deze wijze een geheel van beleidsmaatregelen zou ontstaan, waarop de verschillende partijen dan zouden kunnen intekenen.
De Quay had op 10 mei Vic Marijnen, zijn minister van Landbouw en eveneens KVP’er, gepolst voor het premierschap. Ook Romme en Louis Beel, de vicepresident van de Raad van State, waren daar voorstander van. Op 20 mei gaf Beel zijn voorkeur door aan de koningin. Romme stelde voor dat Marijnen formateur zou worden. Marijnen wilde echter zijn fractievoorzitter Wim de Kort niet voor de voeten lopen; deze wilde zelf formateur worden.

## Formateur De Kort
Nadat informateur Romme 38 bouwstenen had aangeleverd, werd De Kort aangewezen als formateur, met de expliciete mededeling van de koningin - op voorspraak van De Quay - dat hij niet hoefde te rekenen op het premierschap. Aan hem was nu de taak om vast te stellen welke partijen het kabinet zouden gaan vormen. Zijn opdracht werd er niet makkelijker op omdat de PvdA zich tijdens de informatieronde bereid had getoond tot het sluiten van compromissen. Niettemin koos De Kort, zonder veel argumenten, voor de VVD. ARP en CHU, die ook deel hadden uitgemaakt van het kabinet-De Quay, sloten zich meteen daarop aan bij de formatie. Nu de VVD uitverkoren was, veroorloofde die partij zich verregaande amendementen op de door Romme vervaardigde bouwstenen, die door de KVP werden gezien als hoofdlijnen van het regeringsbeleid. De Kort slaagde er vervolgens niet in de partijen bij elkaar te brengen, waarna hij zijn opdracht teruggaf aan de koningin.

## Informateur Beel

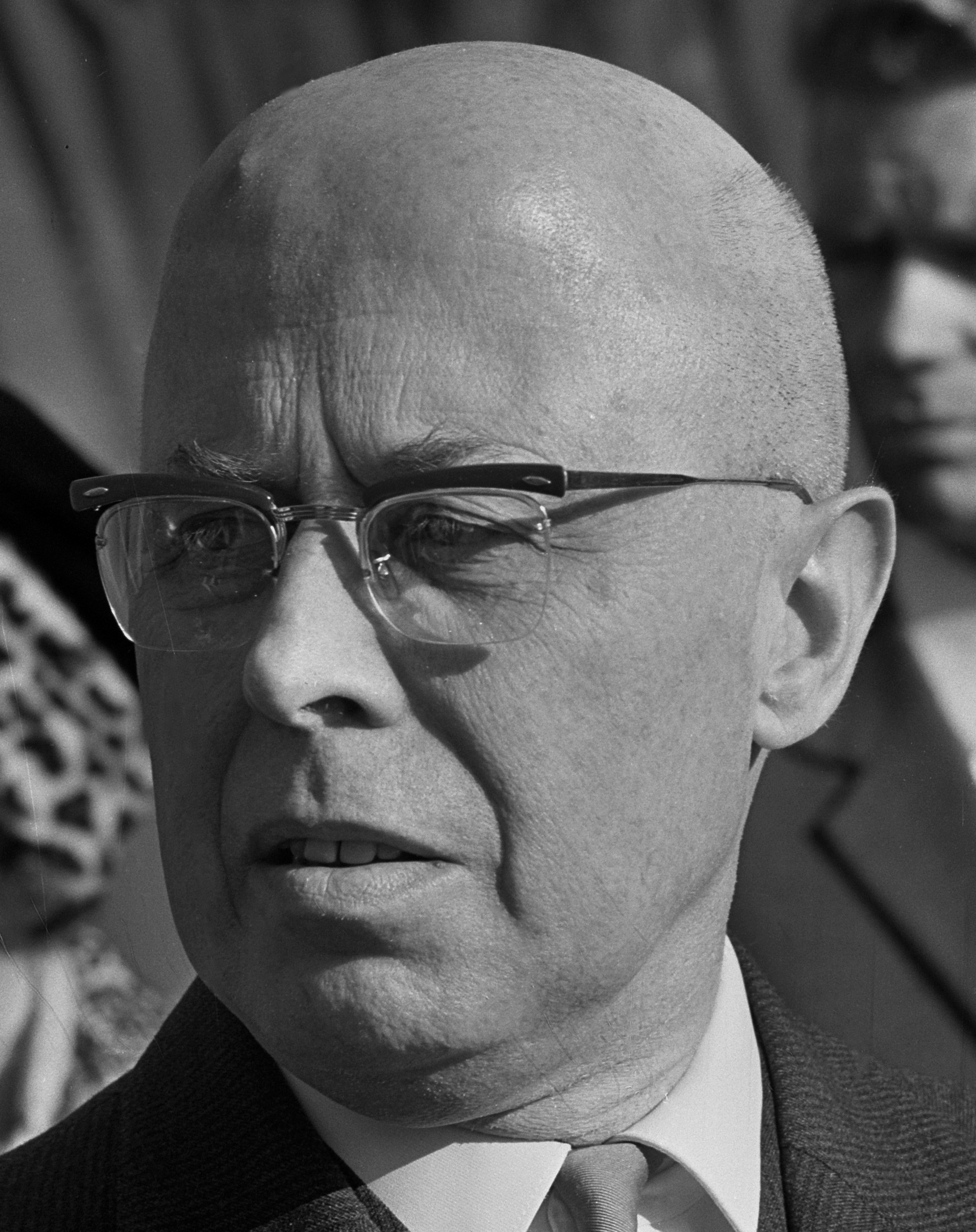
Louis Beel

De koningin zocht vervolgens haar vaste raadsman en vertrouweling Beel aan om de plooien glad te strijken. Deze slaagde er binnen een week in om tot een regeerakkoord te komen. Hiervoor nodigde Beel de fractievoorzitters van KVP, ARP, CHU en VVD op 4 juli bij hem thuis in Wassenaar uit. Buiten het oog van de pers werden de politici via een bosje zijn huis binnengebracht en in tien uur tijd werden de zes overgebleven controversiële kwesties afgehandeld. De afspraken die daaruit voortvloeiden staan in de Nederlandse parlementaire geschiedenis bekend als het Akkoord van Wassenaar. Het beleid van het kabinet-De Quay gold daarbij als uitgangspunt, waarbij overigens belastingverlaging en uitbreiding van de sociale zekerheid belangrijke beleidsvoornemens waren. Het te voeren beleid met betrekking tot het omroepbestel, en meer in het bijzonder het al dan niet toelaten van commerciële zendstations, werd - omdat de partijen het hier niet over eens konden worden - ondergebracht bij een zogenoemde pacificatiecommissie. De bevindingen van de commissie zouden niet bindend zijn en met de instelling van de commissie werd de tv-problematiek in feite verplaatst naar de volgende verkiezingen.

## Formateur De Quay
Koningin Juliana benoemde vervolgens De Quay tot formateur van het kabinet. Aangezien hij zelf niet voelde voor de voortzetting van zijn premierschap, zocht hij ARP-voorman Jelle Zijlstra aan om premier te worden van het kabinet. Voor De Quays eigen partij, de KVP, was het evenwel onaanvaardbaar dat een gereformeerde leider zou worden van het kabinet. De Kort stelde daarop Marijnen voor. De KVP-fractie liet vervolgens weten in overgrote meerderheid een premier uit de eigen partij te prefereren, een waarmee alle partijen akkoord konden gaan. Wie die persoon zou zijn werd overgelaten aan de formateur. Daarmee lag de weg vrij voor Marijnen, die prompt door het staatshoofd benoemd werd tot formateur en de formatie in een week afrondde. Zijn kabinet zou al spoedig geconfronteerd worden met het omstreden huwelijk van prinses Irene met de Spaanse troonpretendent Carel Hugo van Bourbon-Parma. Het kabinet zou uiteindelijk vallen na een crisis over het omroepbestel.